# دائرة آرلون
دائرة آرلون هي دائرة إدارية في بلجيكا، تتبع لوكسمبورغ.

## الموقع
تشترك في الحدود مع:
- Arrondissement of Neufchâteau, Belgium [الإنجليزية]‏
- كانتونة كابيلين
- Canton of Redange [الإنجليزية]‏
- Canton of Mont-Saint-Martin [الإنجليزية]‏
- Arrondissement of Bastogne [الإنجليزية]‏
- Arrondissement of Virton [الإنجليزية]‏
- Canton of Esch-sur-Alzette [الإنجليزية]‏.

## التقسيمات الإدارية
- آرلون
- Attert [الإنجليزية]‏
- Aubange [الإنجليزية]‏
- Martelange [الإنجليزية]‏
- Messancy [الإنجليزية]‏.